# Кобринове
Кобрино́ве — село в Україні, у Тальнівській міській громаді Звенигородського району Черкаської області. У селі мешкає 717 людей.

## Історія
- Село постраждало внаслідок геноциду українського народу, влаштованого більшовицькою владою у 1932—1933 та 1946–1947 роках.
- До 2020 року входило до складу нині ліквідованого Тальнівського району.

## Населення

### Мова
Розподіл населення за рідною мовою за даними перепису 2001 року:
| Мова            | Кількість | Відсоток |
| --------------- | --------- | -------- |
| українська      | 704       | 98.19%   |
| російська       | 11        | 1.53%    |
| інші/не вказали | 1         | 0.28%    |
| Усього          | 717       | 100%     |

## Відомі уродженці
- Іщенко Василь Григорович (1883—1942) — український скульптор, мистецтвознавець, священник Української автокефальної православної церкви.
- Петрушевський Дмитро Мойсейович (1 [13] вересня 1863 — 12 грудня 1942) — російський, радянський історик-медієвіст, академік АН СРСР.
- Палій Федір Прокопович (* 5 червня 1916) — Герой Радянського Союзу[3];
- Кавун Василь Михайлович (1928-2009) — голова виконкому Вінницької облради (1970—1978), перший секретар Житомирського обласного комітету КПУ (1978—1989), народний депутат України 2-го скликання. Герой Соціалістичної Праці, нагороджений 5-ма орденами Леніна.